# Stardust Resort & Casino
El Stardust Resort & Casino fue un casino y centro de vacaciones de 254 952 metros cuadros ubicado en la famosa Las Vegas Strip de la ciudad de Las Vegas, Nevada, Estados Unidos.
El resort original fue la visión de Tony Cornero, aunque él falleció en 1955, antes de que la construcción terminara. Cuando el lugar abrió al público el 2 de julio de 1958, era el casino más grande de Nevada, así como la piscina más grande del Área de Las Vegas. Stardust es una palabra que combina dos palabras del idioma inglés «star» y «dust», traducidas literalmente como estrella y polvo, o polvo de estrella; refiriéndose a la cola del polvo que dejan los cometas o meteoros. El Stardust cerró sus puertas en la medianoche del 1 de noviembre de 2006. Después de eso, tanto su fachada como sus cristales fueron desmantelados y luego con explosivos fue implosionado el 13 de marzo de 2007 a las 02:33 de la mañana, con fuegos pirotécnicos acompañados por una muchedumbre de gente de la ciudad y turistas.
En 2007 la edificación de Echelon Place empezó a construirse, para reemplazar al Stardust.
El hotel tuvo 2400 habitaciones. Su tema arquitectónico era el espacio/ciencia ficción. El hotel tenía 75 000 pies cuadrados de espacio para juegos. El hotel tuvo grandes mejoras en los años 1960, 1964, 1977 y 1991.
Este hotel fue uno de los símbolos representativos de la ciudad de Las Vegas.